# Memories with Food at Gipsy House
Memories with Food at Gipsy House è una raccolta di aneddoti e ricette scritto da Roald Dahl e la sua seconda moglie, Felicity Crosland. Pubblicato postumo nel 1991 dalla Viking, il libro non è mai arrivato in Italia.

## Edizioni
- Viking, 1991, Gran Bretagna.